# Eugène Faillettaz
Eugène Faillettaz, né le 8 mars 1873 à Genève et mort le 21 juin 1943 à Puidoux, préside plusieurs sociétés et organismes et crée le Comptoir suisse. Membre du parti radical-démocratique, il est en outre député au Grand Conseil du canton de Vaud de 1917 à 1941.

## Biographie
Eugène Faillettaz naît le 8 mars 1873 à Genève. Protestant, originaire de L'Isle, Cuarnens et Moiry, il est le fils de François Louis Faillettaz, graveur, et de Caroline Haas, tailleuse. Il épouse en 1899 Henriette Alice Ravey.
Il suit un apprentissage d'employé de commerce à la recette de district de Lausanne, puis est employé de la Caisse populaire d'épargne et de crédit avant de s'établir à Lausanne en 1906 comme régisseur. Il préside la Société industrielle et commerciale de Lausanne en 1912, la Chambre de commerce en 1913 et le conseil de l'école de commerce de Lausanne en 1918. En 1919, il est à l'origine du Bureau industriel suisse, qui deviendra l'Office suisse d'expansion commerciale (OSEC). Il préside la Chambre vaudoise du commerce et de l'industrie et son organe exécutif en 1937,. Il est fait Chevalier de la Légion d'honneur en 1928.

### Création du Comptoir suisse
Dans le marasme suivant la Première Guerre mondiale, Eugène Faillettaz (pour la Chambre vaudoise du commerce), le conseiller municipal Paul Rosset et la Société industrielle et commerciale de Lausanne imaginent stimuler l'économie suisse en créant à Lausanne une foire sur le modèle de celles de Lyon ou de Leipzig. En 1916 a lieu le premier Comptoir vaudois d'échantillons, qui réunit 250 exposants aux Galeries du Commerce pendant 4 mois. Il est déplacé l'année suivante au casino de Montbenon. En 1919, afin de pérenniser l'évènement, Faillettaz fonde la Société coopérative du Comptoir Suisse avec Gaston Boiceau (conseiller municipal), Albert Grenier, Gustave Kernen et Charles Boiceau (commerçants). La foire, devenue le Comptoir suisse, déménage au palais de Beaulieu, qu'elle ne quittera plus jusqu'à sa dernière édition, en 2018. Faillettaz en sera le président jusqu'en 1942,,,.

### Carrière politique
Député du parti radical au Grand Conseil vaudois de 1917 à 1941, il est de plus préfet substitut de Lausanne de 1928 à 1943.